# فولکس‌واگن شاران

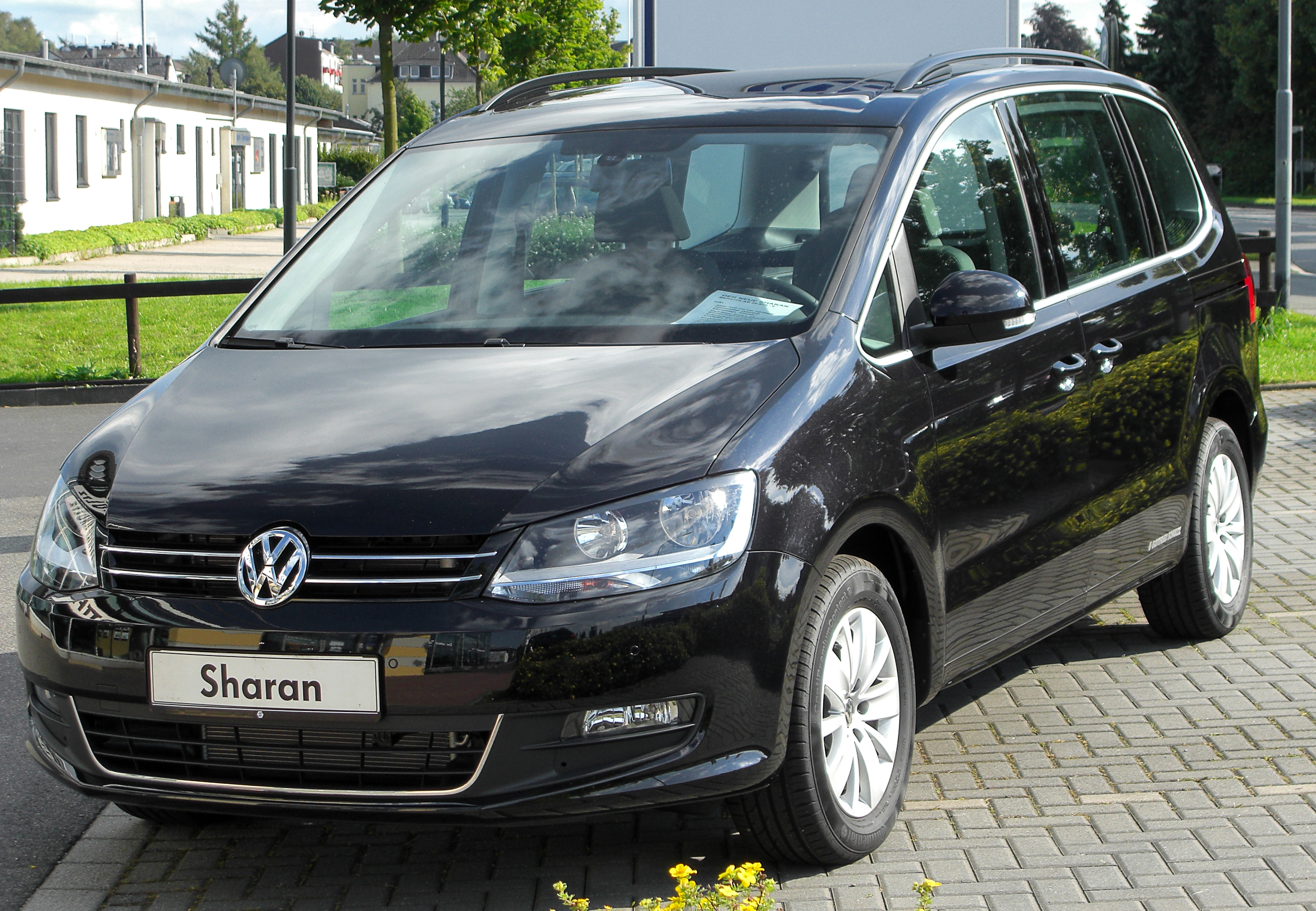

فولکس‌واگن شاران (Volkswagen Sharan) خودرویی است که از سال ۱۹۹۵–کنون در پرتغال تولید شده‌است.
این خودرو در کلاس مینی‌ون قرار گرفته، طراحی آن موتور جلو، خودرو محور جلو، خودرو چهار چرخ محرک بوده طول آن در حالت طبیعی ۴٬۶۲۰ میلیمتر (۱۸۱٫۹ اینچ) و عرض آن در حالت طبیعی ۱٬۸۱۰ میلیمتر (۷۱٫۳ اینچ) و ارتفاع آن در حالت طبیعی ۱٬۷۶۲ میلیمتر (۶۹٫۴ اینچ) است. سیستم جعبه‌دندهٔ آن ۵ دنده به دو صورت خودکار و دستی است.

## نگارخانه

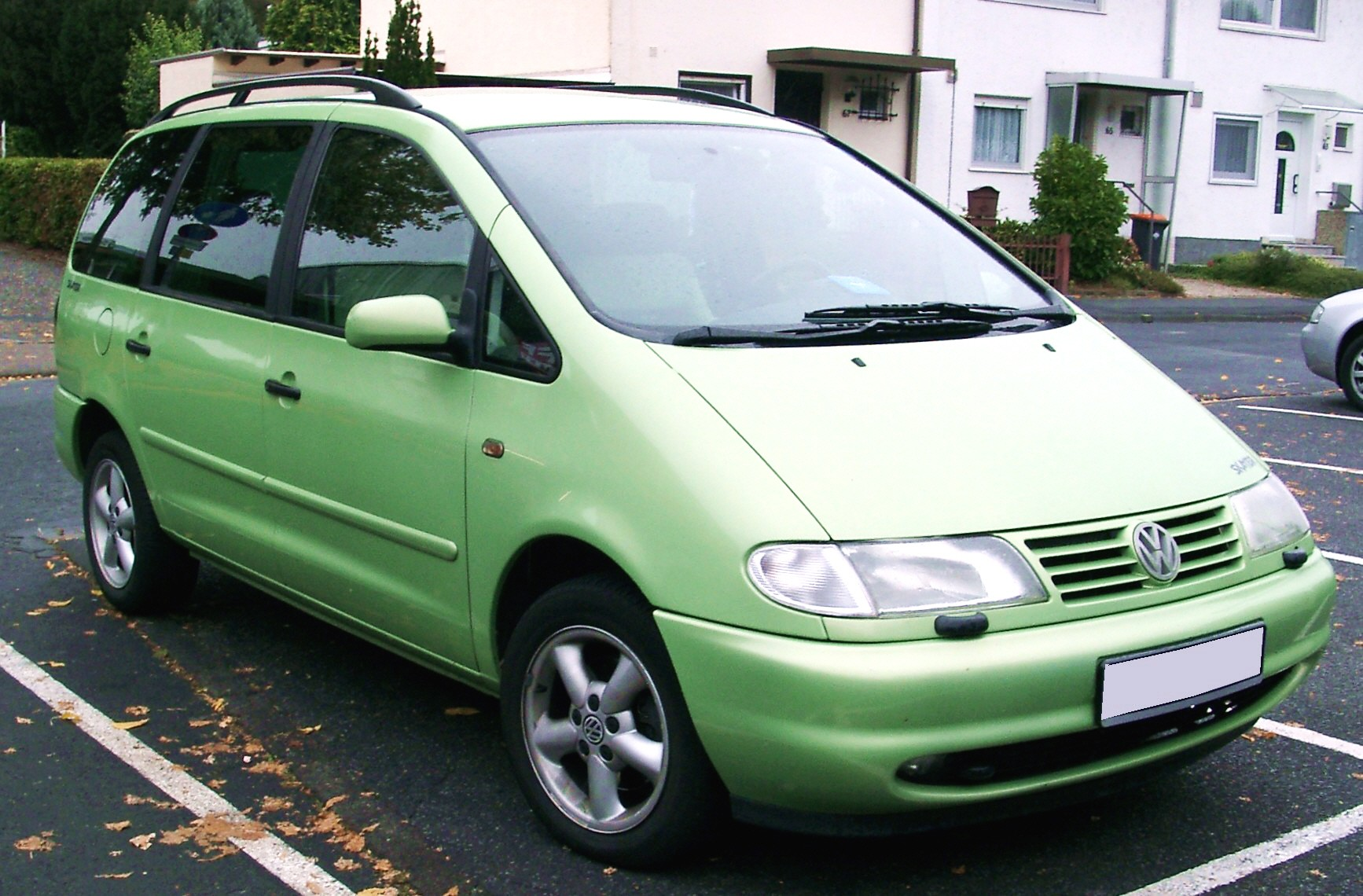
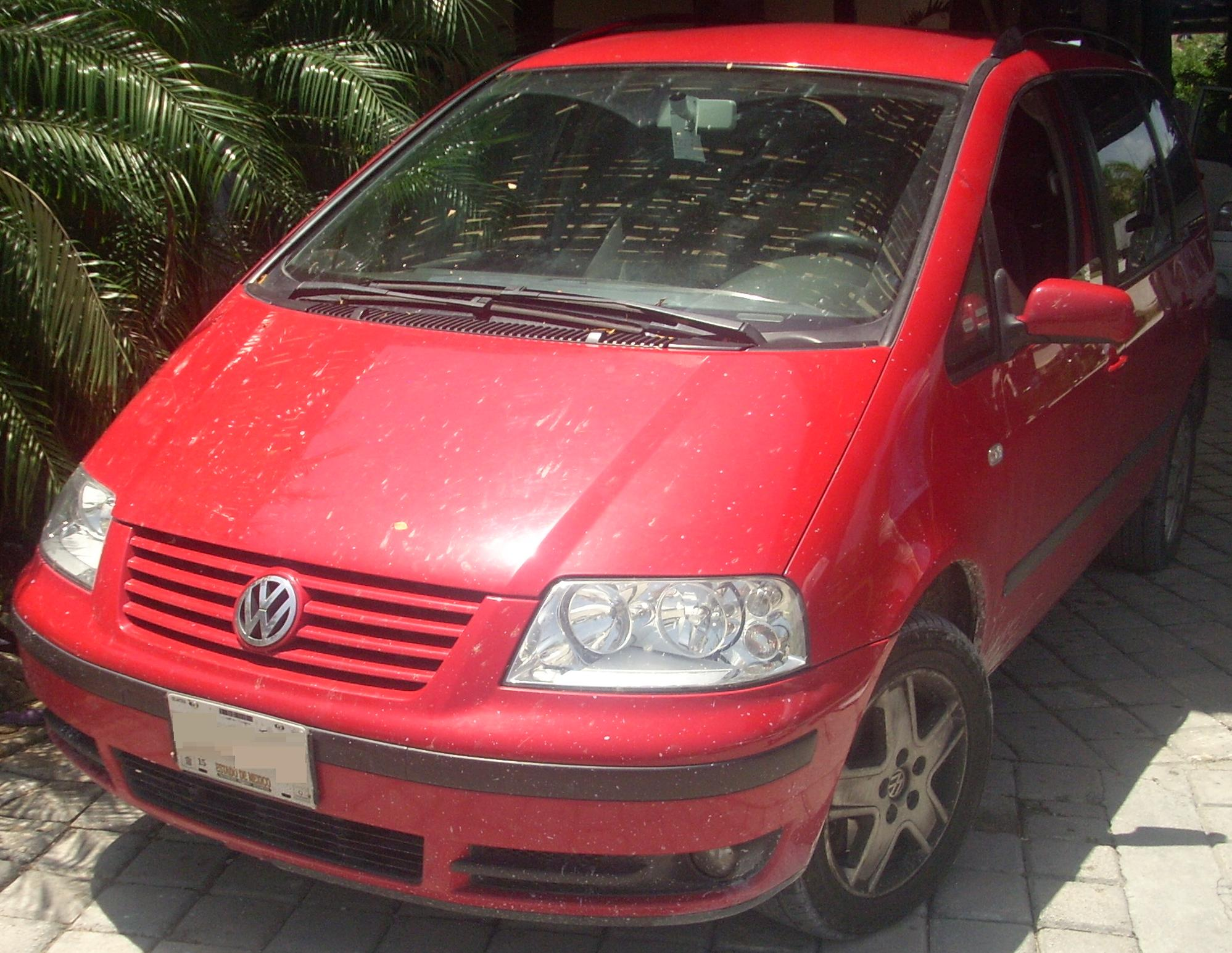
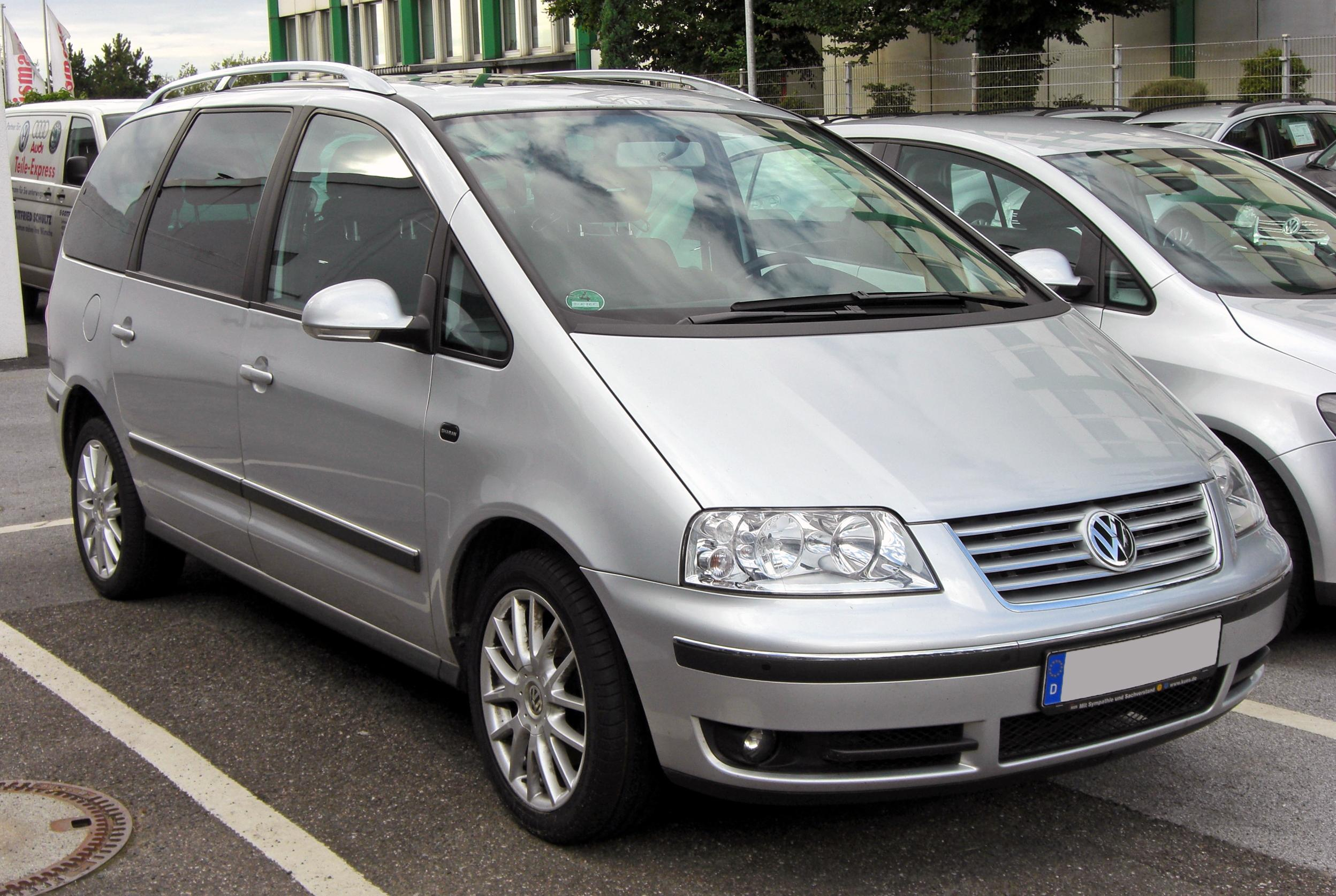